# Klîmove, Șîșakî
Klîmove (în ucraineană Климове) este un sat în comuna Kuibîșeve din raionul Șîșakî, regiunea Poltava, Ucraina.

## Demografie
Componența lingvistică a localității Klîmove
     Ucraineană (91,67%)
     Rusă (8,33%)
Conform recensământului din 2001, majoritatea populației localității Klîmove era vorbitoare de ucraineană (91,67%), existând în minoritate și vorbitori de rusă (8,33%).